# Hypertension artérielle pulmonaire par mutation du gène BMPR2
Pour un article plus général, voir Hypertension artérielle pulmonaire.
L'hypertension artérielle pulmonaire par mutation du gène BMPR2 est une hypertension artérielle pulmonaire (HTAP) d'origine génétique caractérisée par une obstruction des plus petites artères issues de l'artère pulmonaire aboutissant à une augmentation des résistances vasculaires pulmonaires. Pour assurer un débit pulmonaire, le ventricule droit augmente sa pression systolique et celle-ci se répercute sur l'artère pulmonaire. Lorsque le ventricule ne peut plus maintenir une pression suffisante, celui décompense avec apparition d'une insuffisance ventriculaire droite. Il s'agit de la cause génétique la plus fréquence des HTAP.

## Mécanisme
Les raisons pour lesquelles une mutation du gène entraîne une hypertension artérielle pulmonaires restent, pour l'essentiel, inconnues. Il semble exister une atteinte de la fonction du ventricule droit.

## Génétique
Cette maladie est de transmission autosomique dominante à pénétrance réduite de 20 %. Le risque pour un enfant d'un adulte atteint est donc de 10 %. Plusieurs mutations ont été décrites.

## Description
La symptomatologie est identique à l'hypertension artérielle pulmonaire primitive. Les premiers symptômes sont la dyspnée, la fatigue, les syncopes, les douleurs thoraciques, les palpitations et les œdèmes. L'âge moyen du diagnostic est de 36 ans avec une espérance de vie de 3 ans après le diagnostic.
La maladie survient cependant à un âge plus jeune et le pronostic est plus sévère qu'une HTAP sans mutation sur le BMPR2.

## Traitement
Les moyens thérapeutiques sont les mêmes que dans l'hypertension artérielle pulmonaire primitive.
Il existe toutefois des pistes de recherche un peu plus spécifique. Ainsi une thérapie génique a été tentée sur un modèle animal avec un certain succès. L'ataluren pourrait avoir un effet bénéfique dans les formes correspondant à une mutation de type « non-sens » avec un codon « stop » situé trop tôt. De même l'inhibition du microARN 20a et le tacrolimus peuvent restaurer des taux normaux de BMPR2 fonctionnelles.